# 王久江
王久江（1957年—），亦名王九江，四川省綿陽市三台人，山水畫家、收藏家，擅於描繪四川及西藏之風物。他的畫風承繼傳統結合自主創新，將傳統筆墨、自然物象和自身感悟融入作品。他持有國家一級美術師頭銜，畫作《頌經》曾獲中國美術家協會優秀獎。

## 藝術歷程
王久江從小就酷愛繪畫，初中時的美術老師很喜歡他，在那個訊息匱乏的年代，主動將自己珍藏的《怎樣畫風景畫》和《怎樣畫人體素描》借給他學習。這兩本書為他日後的創作打下基礎。自1972年下鄉當知青以後，雖然條件嚴酷，他仍堅持自學繪畫。這段時期他嘗試了版畫、宣傳畫、封面畫、書籍插圖等不同的藝術形式。憑藉藝術才華，他於1976年被西藏軍區破例特招到林芝分區（今拉薩分區）擔任文藝兵，三年後升任文化幹事。次年進入西藏軍區美術創作學習班，由哈定和孫景波授課。學習結束後，王因成績優異與其他兩名學員一起獲得去新疆和甘肅進行藝術采風的機會。期間他們遊覽了吐魯番、烏魯木齊、敦煌等地的古代藝術品，特別是敦煌莫高窟中題材深邃、色澤豔麗卻又精緻古雅的壁畫令他鍾愛不已。

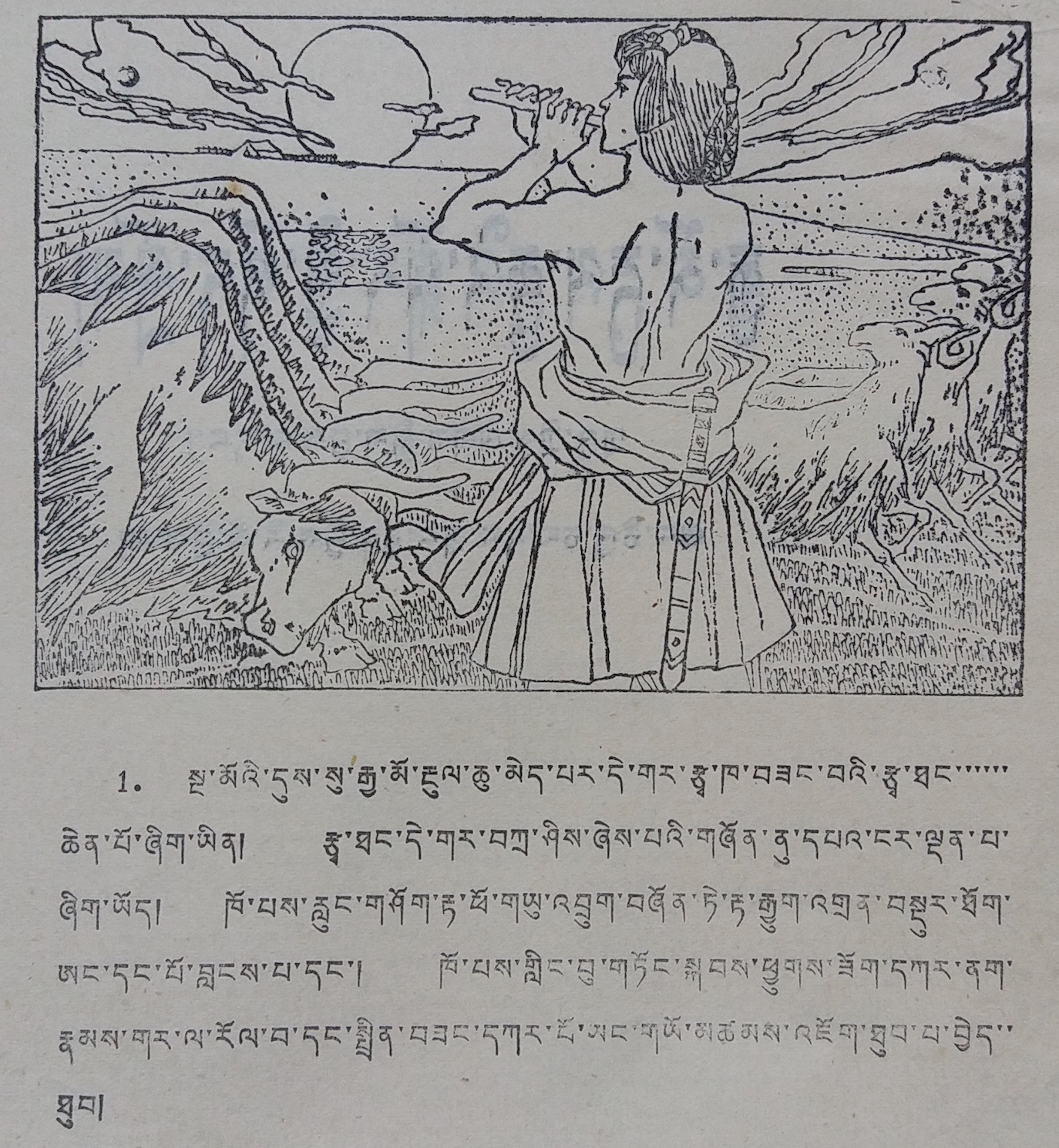
1982年為藏文連環畫《天鵝》創作的插圖之一。

1980年進入西藏軍區創作組，正式成為專業創作人員。此後的幾年間，他四處蒐集西藏民間素材。1982年為兩本講述西藏民間傳奇故事——《天鵝》和《阿古頓巴的故事》——的連環畫繪製插圖。其中《天鵝》入選西藏自治區美術展，獲二等獎。1986年的木刻版畫《永恆》獲西藏第五屆美術作品展覽優秀創作獎，同年亦有多張速寫在《拉薩晚報》上的「邏娑畫廊」發表。同年，為了當時也在西藏工作的妻子着想，他放棄到成都《西南軍事文學》擔任美術編輯的機會，轉業至綿陽長虹機器廠從事廣告策劃。
1988年，《天葬》在全國風俗畫大賽獲榮譽獎，《羌山秋韻》在1989年深圳「晶興盃」中國畫大賽獲三等獎，木刻版畫《放牧人》參與全國第八屆美展。1992年，《聖山》獲加拿大「楓葉盃」大賽入選獎，被多倫多大人物畫廊收藏。1993年，王久江开始收藏文物。同年，他的國畫《高秋》入選93四川中國畫系列展，獲優秀獎，並被四川省詩書畫院收藏。山水畫《金色高原》參與2002年全國中國畫作品展。
2003年，具有「新派山水畫」風格的《頌經》獲頒中國美術家協會優秀獎，同時於中國畫大展上展出。近年，他以《疊溪煙雲圖》參展2018年首屆綿陽市美術作品展，並多次參與在綿陽市涪城區擧辦的「水墨涪城」名家書畫作品邀請展。
除了山水畫，他年輕時亦創作過油畫、水粉畫以及一些抽象表現主義風格的作品。此外，他也是一名古董收藏家。

## 頌經

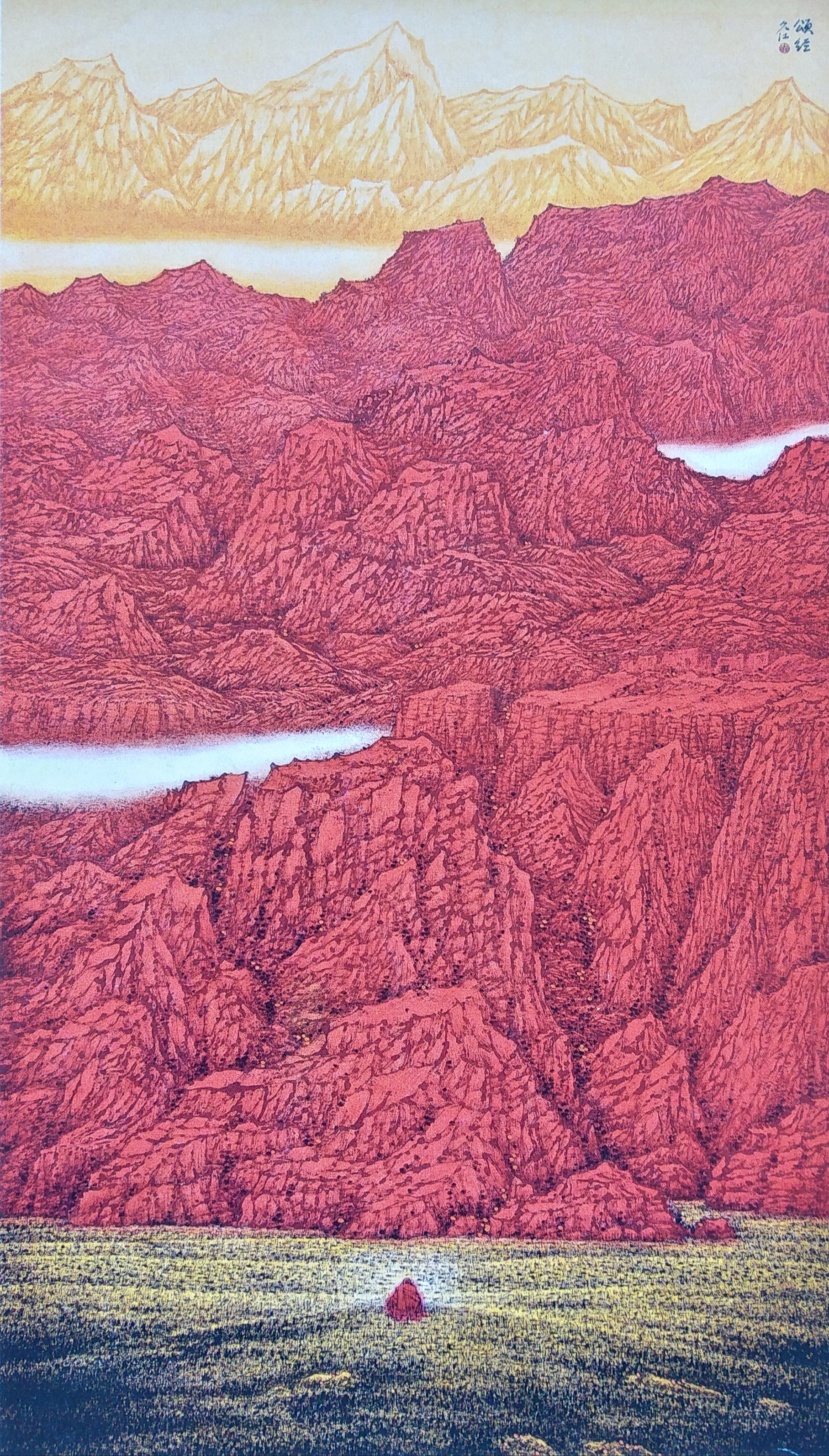
頌經，220 × 126 cm，2002。

據作者所講，《頌經》的靈感源於1989年在四川省阿垻藏族羌族自治州下轄的阿垻縣寫生時用相機捕捉到的一個鏡頭。自此之後，這個場景時常浮現在他的腦海裡。直到2002年，終於以《頌經》一畫將它表達出來。在西藏的11年間，作者幾乎走遍了那裡的每一處山水。西藏山水的宏大氣派對他影響很深，西藏的宗教、文化、藝術也令他記憶深刻，對西藏的回憶和情感就自然而然地融入了他的畫作中。
該畫繪製於一幅兩米多長的畫卷上，赭紅的山峰連綿起伏高聳入雲，與遠處的金色山峰遙相呼應。深檸檬黃的高原上，一名身披朱紅袈裟的喇嘛背對觀看者席地而坐，面向群山頌唸經文，瀰漫着原始而神祕的宗教氛圍。畫面傳達了在西藏文化中，似乎總有一種神祕的力量籠罩萬物，令那裡的人們對其奉以宗教的虔誠。
《綿陽日報》上〈有花自然香 不用大風揚〉一文在評論該畫時寫道：「第一眼看到王久江的這幅《頌經》的時候，我們彷彿就眞的站在了這個雪域高原，感受到了迎面而來的高原之風。古人說，欣賞好畫要『遠觀其勢，近觀其質』。的確，看畫就如同品茶，有回味的才算上好佳品。正如當代著名畫家陳丹青在《高山流水——上海當代山水畫邀請賽》中所指出：『經典之為經典，乃是因為它自身的生命與說服力。』」

## 評價
出身廣州市的職業畫家張士瑩論及王的作品時說：「（他的畫作）淸爽高朗、空曠明潔而並不蕭瑟。」
綿陽市文學與書畫藝術研究院院長龔小臏：「王久江老師在藝術上是一位虔誠的修行者，他甘於寂寞，在中國山水畫的學習和探索上孜孜不倦，也因此形成了自己獨有的風格面貌，是綿陽有代表性的畫家之一。」

## 畫廊

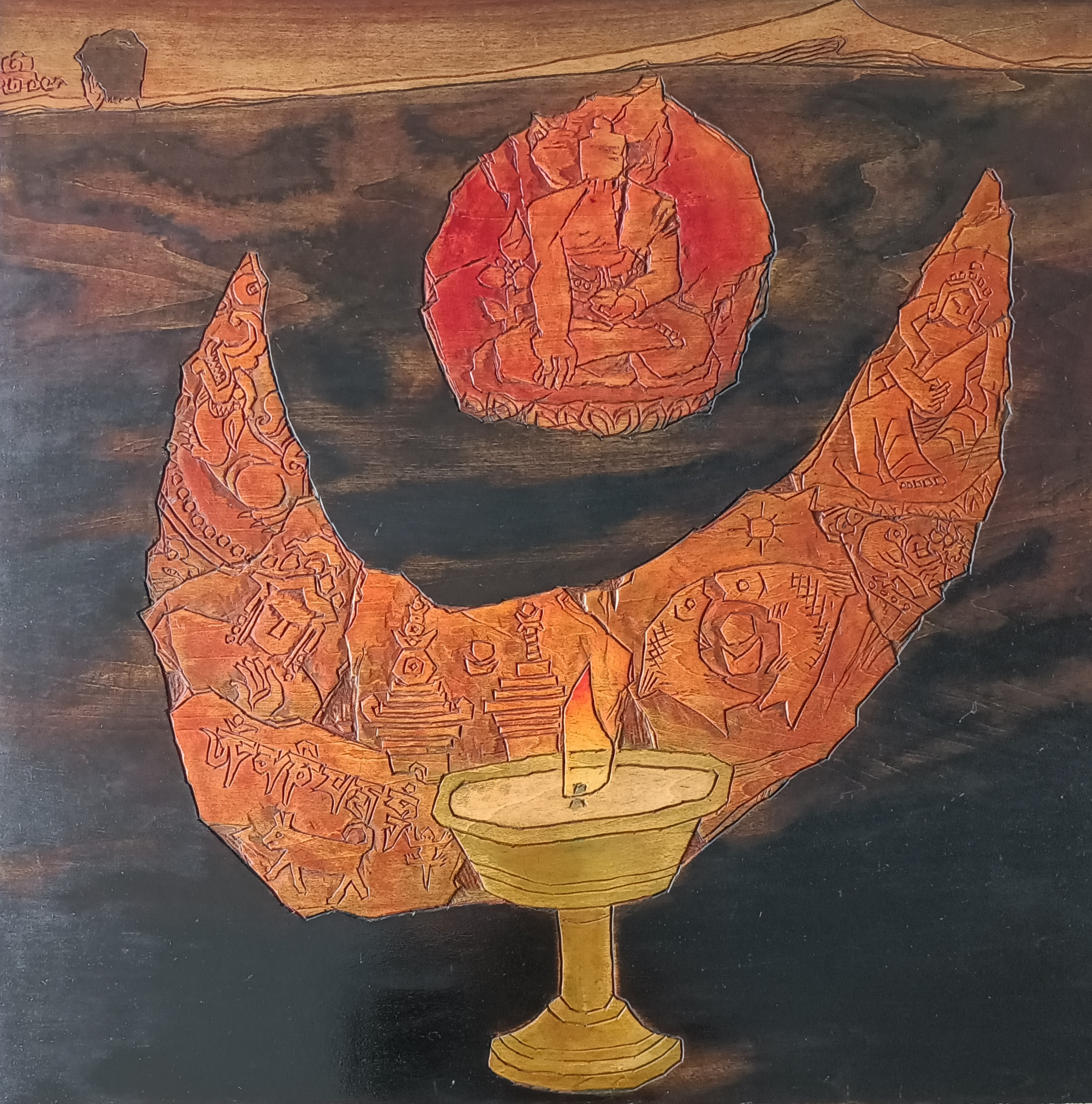
永恆
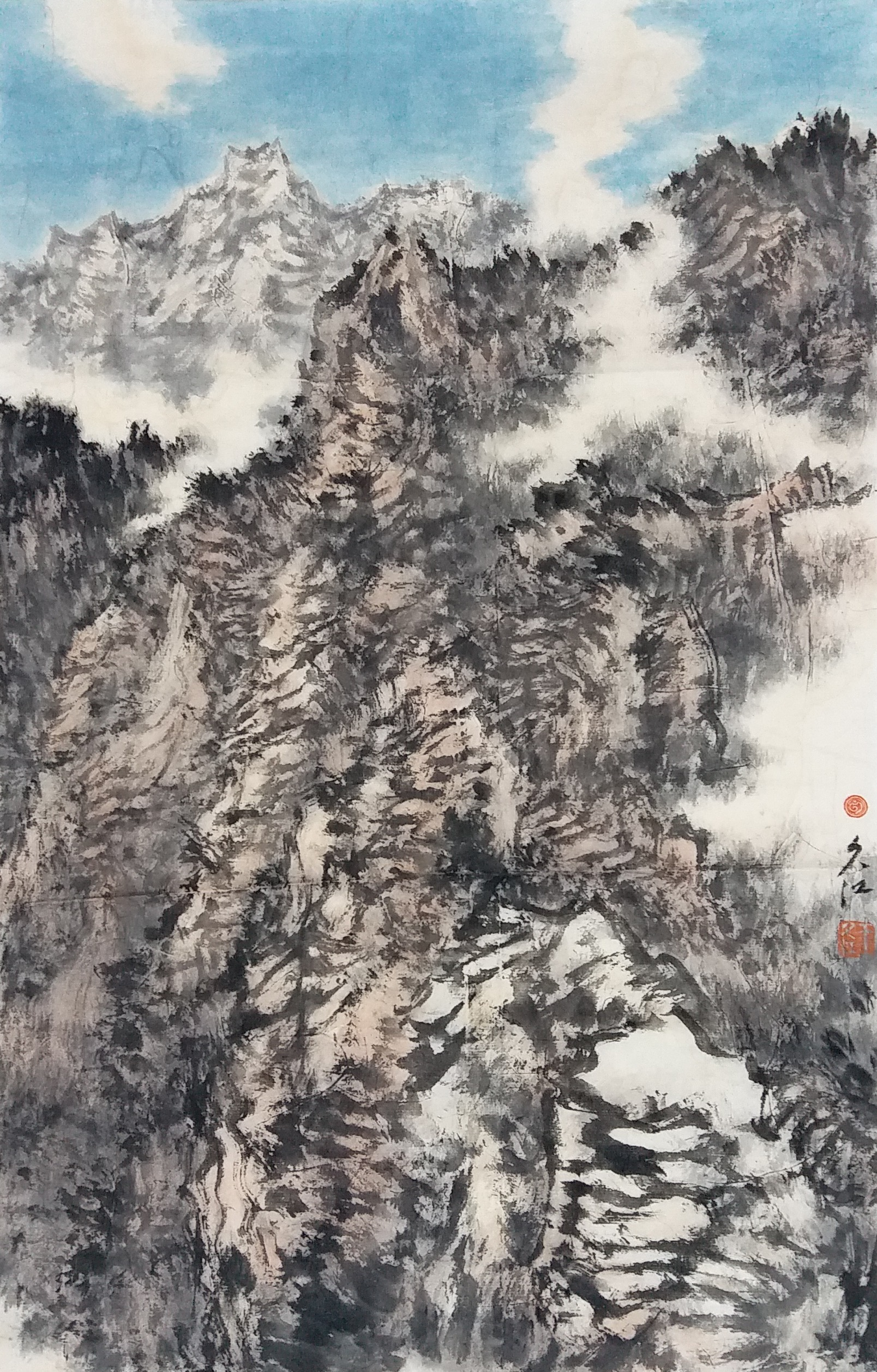
隴南山川
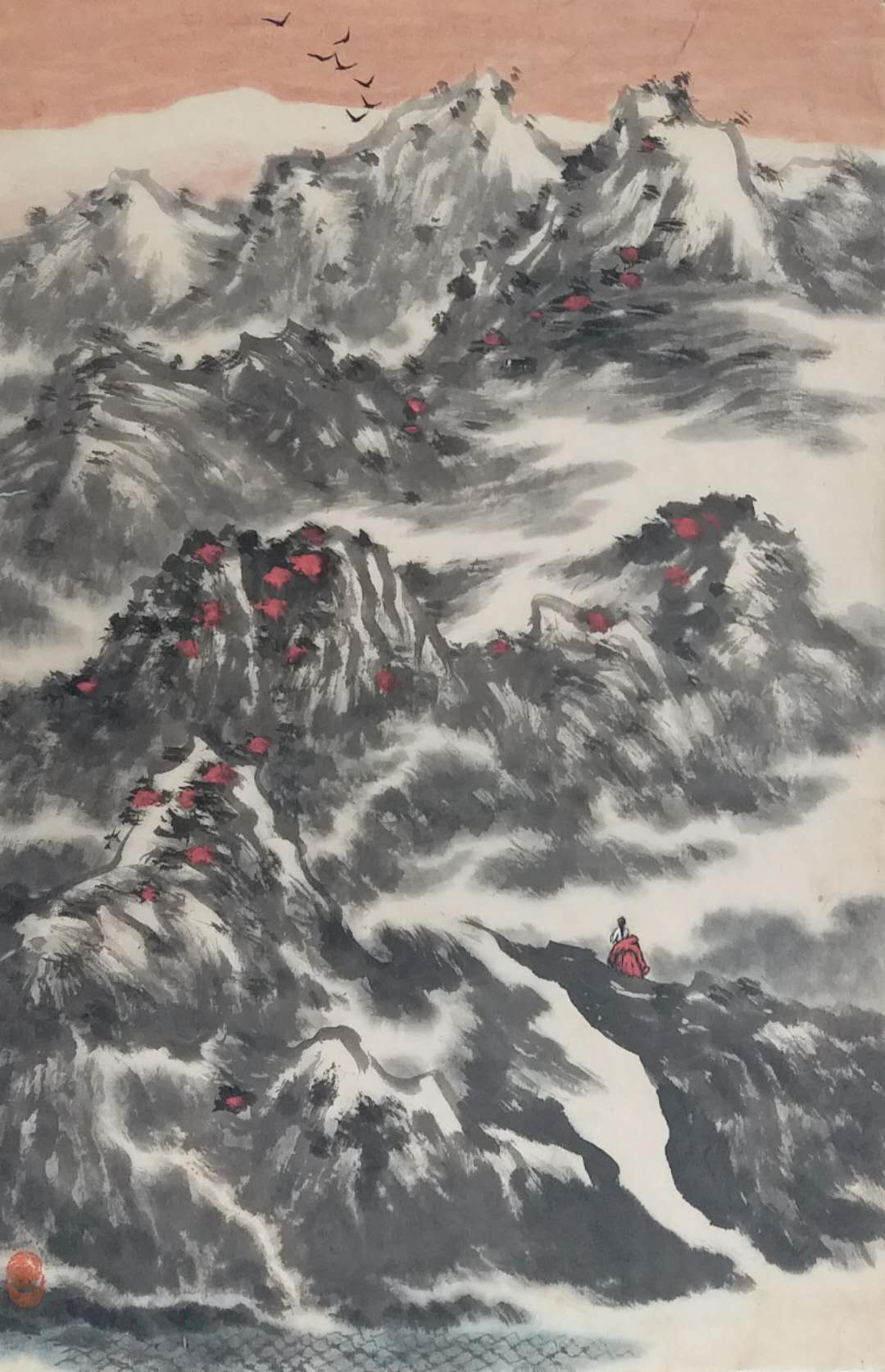
鷹的故鄉
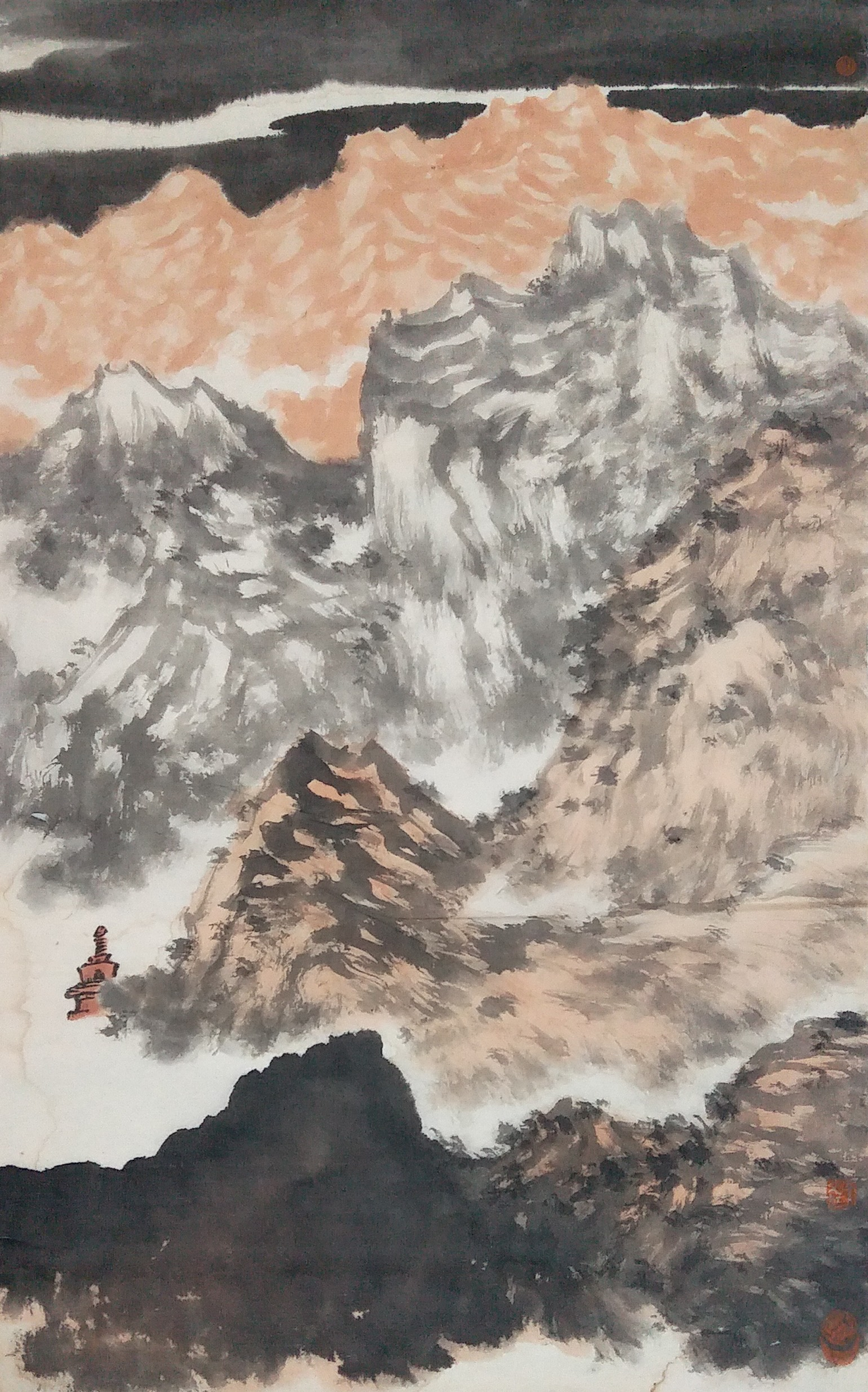
西藏山水系列之三
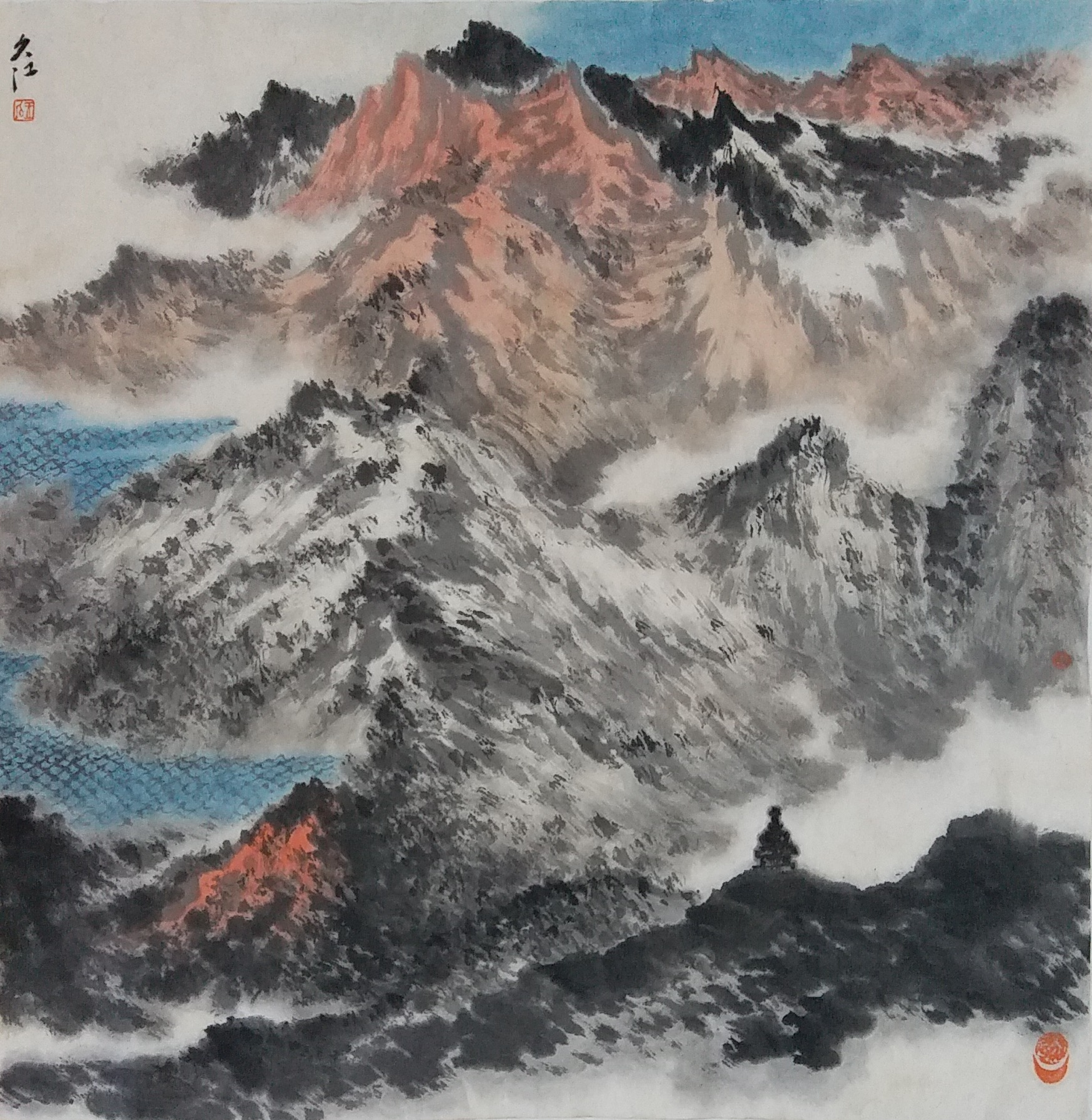
西藏山水系列之四
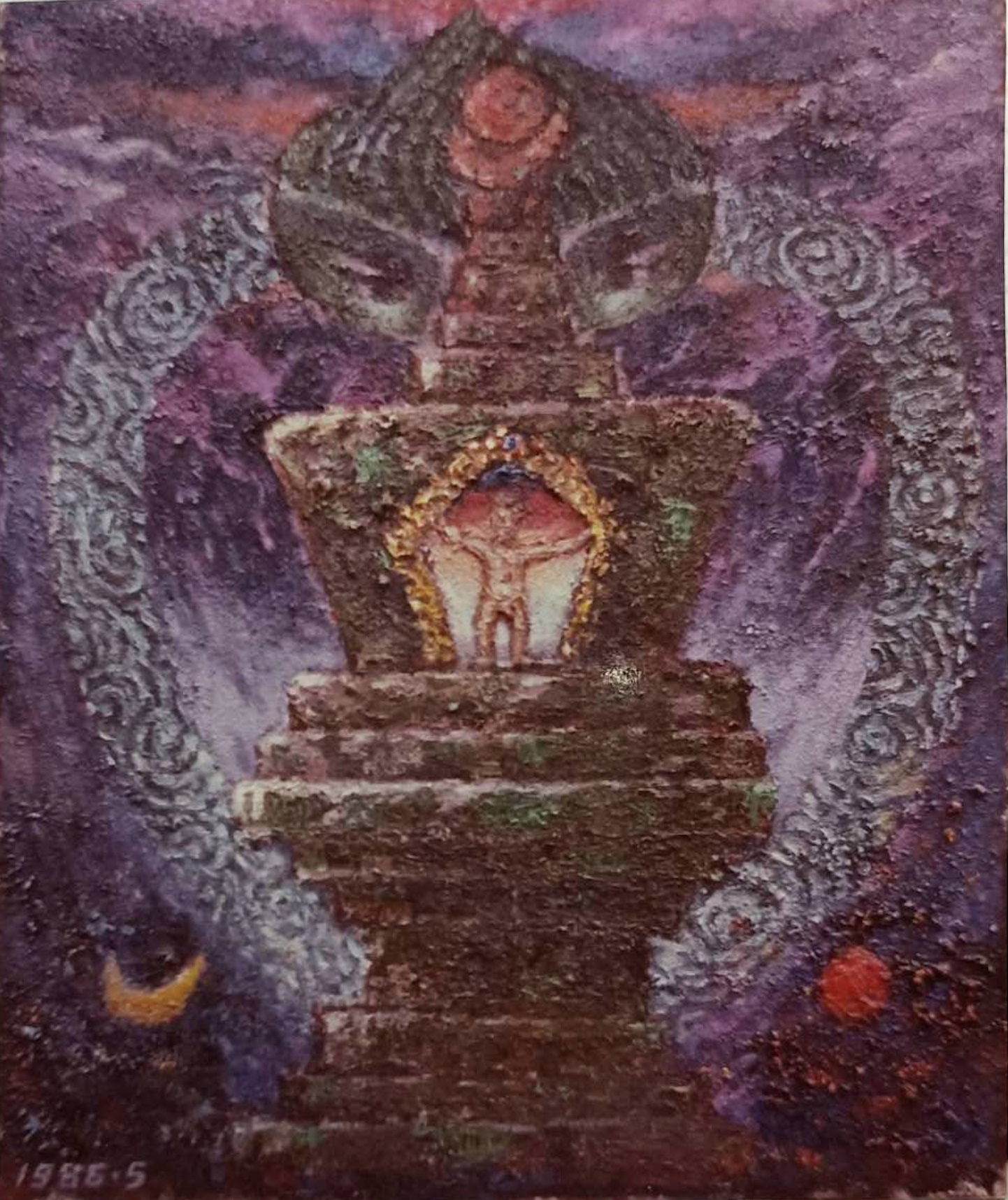
佛陀降生（油畫）
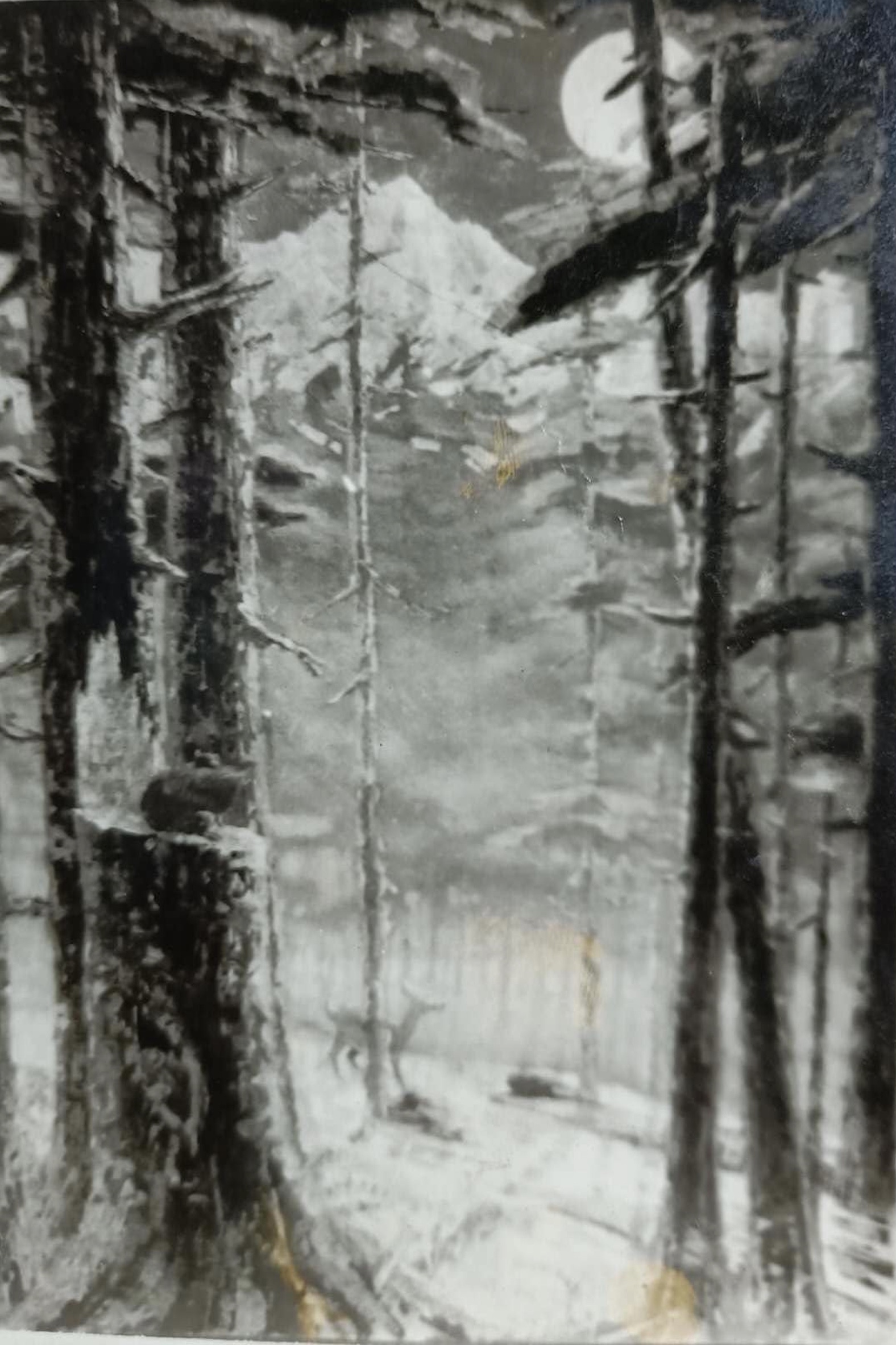
月夜（水粉畫黑白照）
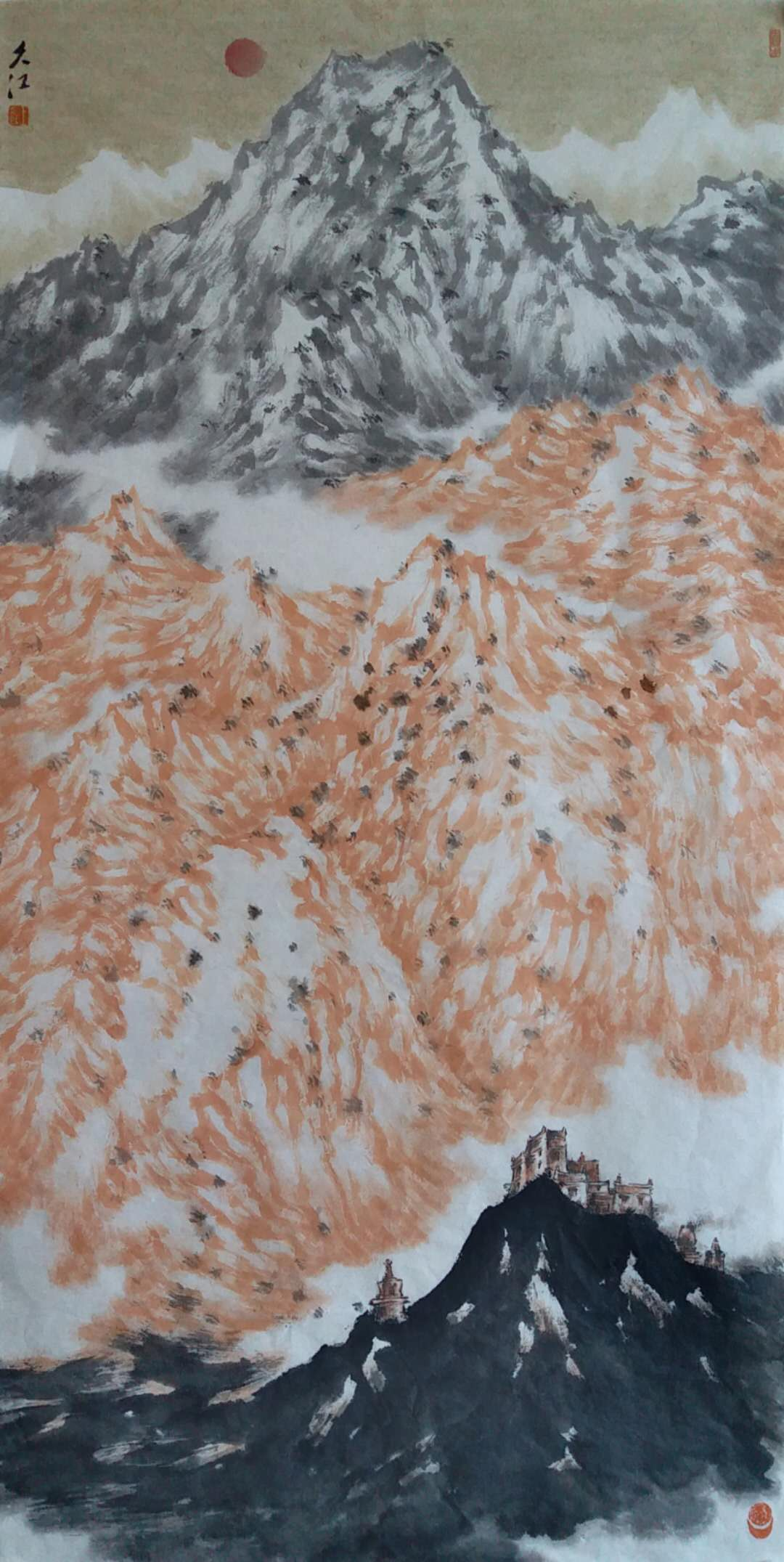
高原印象
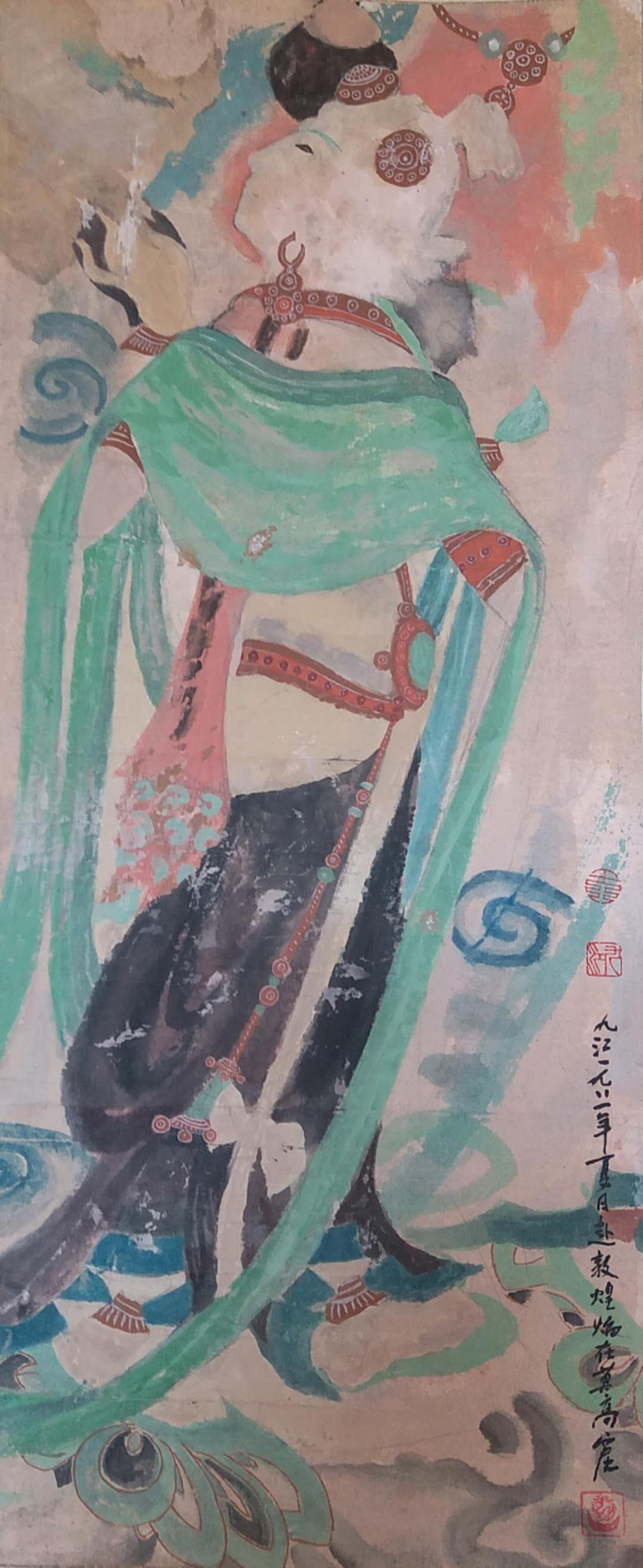
莫高窟壁畫臨摹
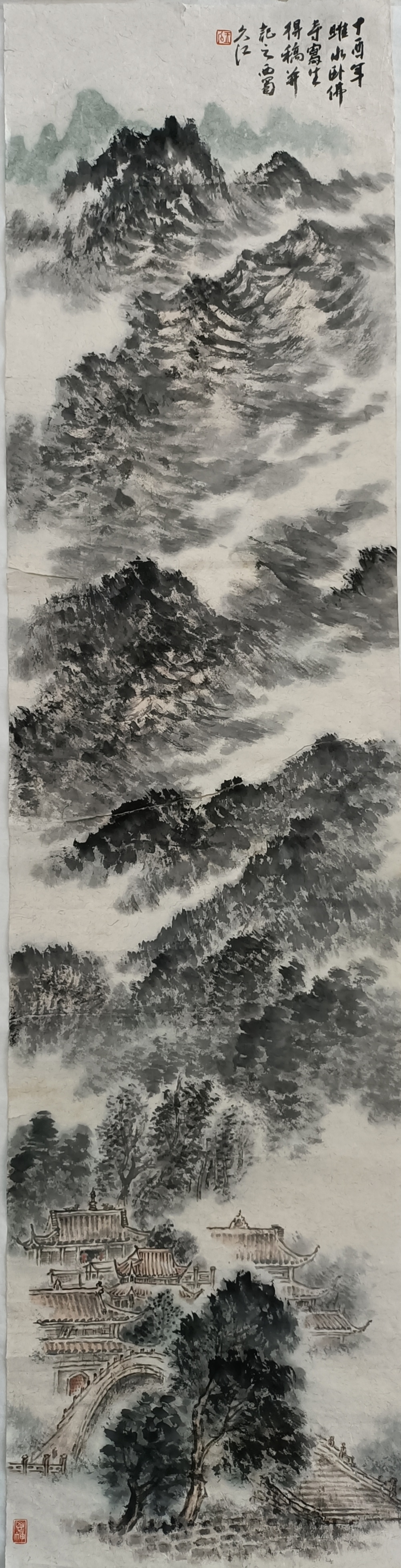
雎水臥佛寺
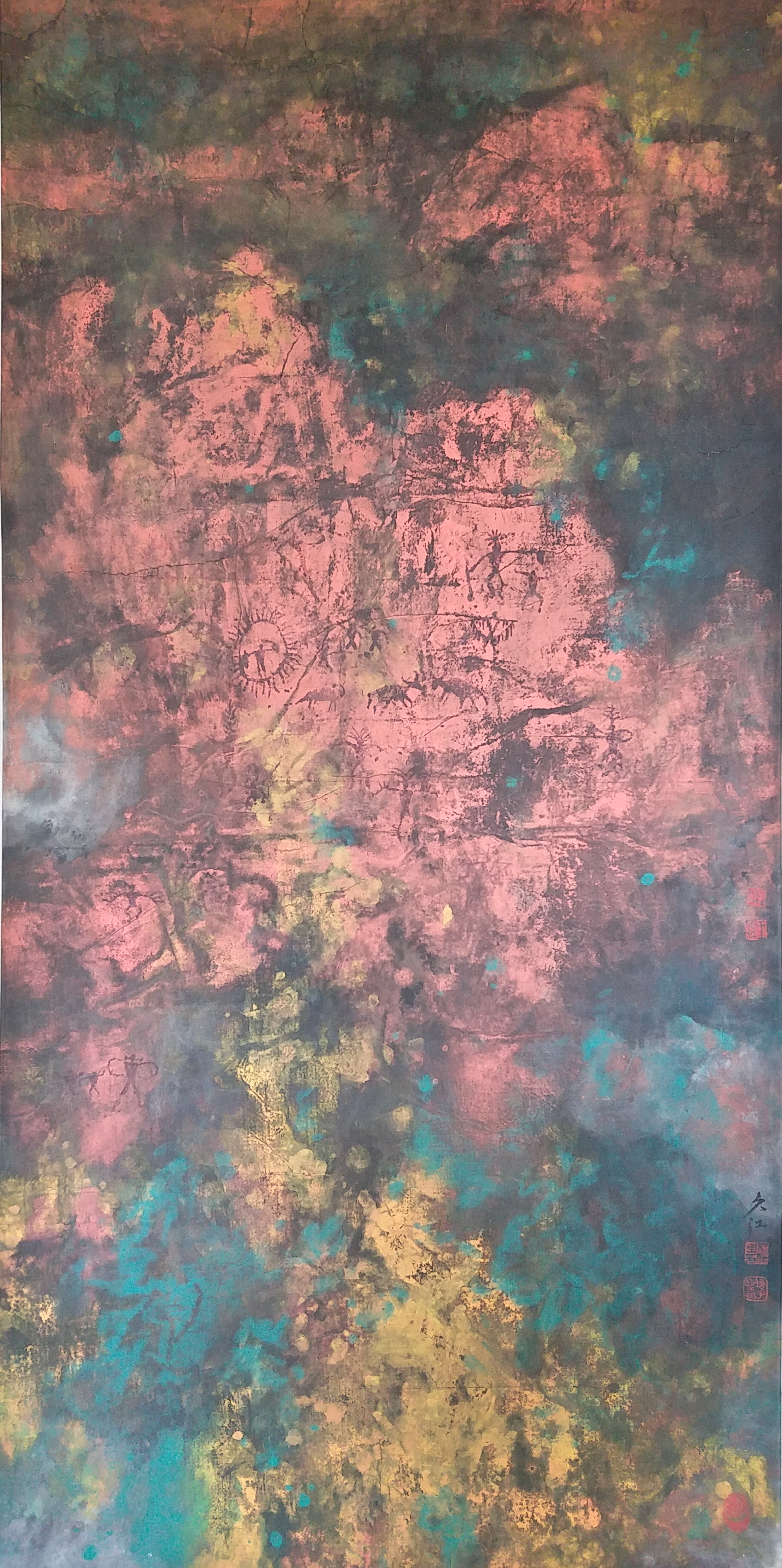
遠古的圖騰
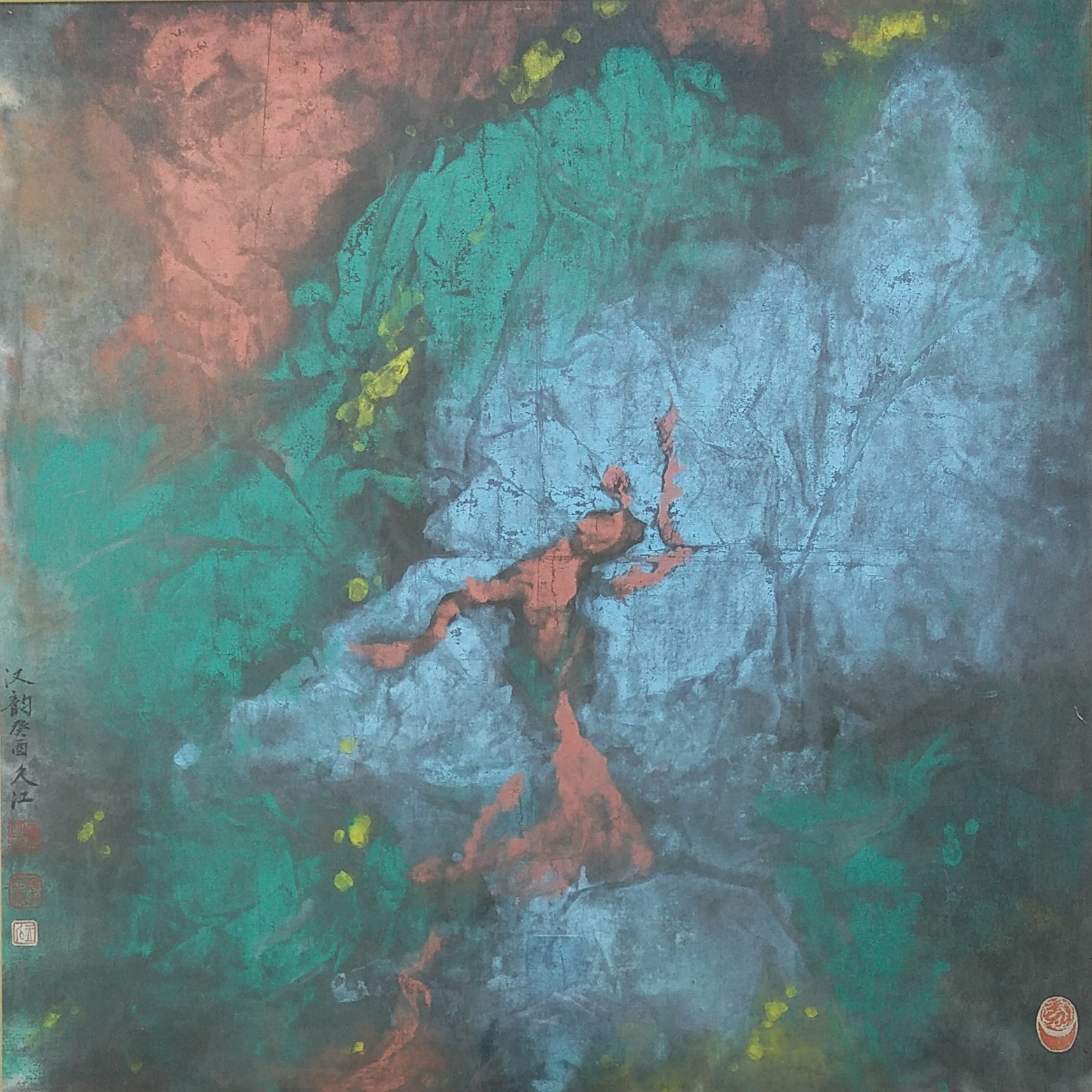
漢韻